# 3% (4.ª temporada)
A quarta e última temporada de 3%, série brasileira de drama e ficção científica da Netflix, estreou em 14 de agosto de 2020 com 7 episódios. A série foi desenvolvida por Pedro Aguilera e a direção foi de Philippe Barcinski, Daina Giannecchini, Jotagá Crema e Dani Libardi. 
A série conta com Bianca Comparato, Rodolfo Valente, Vaneza Oliveira, Rafael Lozano, Cynthia Senek, Laila Garin, Thais Lago, Bruno Fagundes, Fernando Rubro e Amanda Magalhães no elenco principal.

## Sinopse
Quando um grupo da Concha é convidado para o Maralto a fim de resolver o conflito entre as comunidades, Michele propõe um plano para destruir o sistema opressor de vez, enquanto Joanna se distrai com lembranças perturbadoras mesmo com a chance de se vingar.

## Elenco e personagens

### Principal
- Bianca Comparato como Michele Santana (6 episódios)
- Vaneza Oliveira como Joana Coelho	(7 episódios)
- Rodolfo Valente como Rafael Moreira (7 episódios)
- Rafael Lozano como Marco Álvares (5 episódios)
- Cynthia Senek como Glória Ribeiro (7 episódios)
- Bruno Fagundes como André Santana (7 episódios)
- Thais Lago como Elisa (7 episódios)
- Laila Garin como Marcela Álvares (7 episódios)
- Fernando Rubro como Xavier Toledo (7 episódios)
- Amanda Magalhães como Natália (7 episódios)

### Elenco de apoio

#### Participação especial
- Fernanda Vasconcellos como Laís (2 episódios)
- Silvio Guindane como Vitor Elano (2 episódios)
- Ney Matogrosso como Leonardo Álvares (2 episódios)
- Zezé Motta como Nair (3 episódios)
- Celso Frateschi como O Velho (2 episódios)

#### Elenco recorrente
- Verônica Bonfim como Verônica (6 episódios)
- Marina Mathey como Ariel (5 episódios)
- Rita Batata como Denise (4 episódios)
- Dárcio de Oliveira como Antônio Carvalho (4 episódios)
- Geraldo Rodrigues como Bernardo (5 episódios)
- Marcelo Goes como Igor (6 episódios)
- João Paulo Bienermann como Pedro (5 episódios)
- Léo Belmonte como Arthur (4 episódios)

#### Convidados
- Kaique de Jesus como Ricardo (3 episódio)
- Mariana Leme como Paloma (3 episódio)
- Michel Waisman como Márcio (3 episódios)
- Laís Louver como Naira (3 episódios)
- Ligia Yamaguti como Iara (2 episódio)
- Dani Nefussi como Mãe de Rafael (2 episódio)
- Tamirys O'Hanna como Marta (2 episódios)
- Teka Romualdo como Larissa (2 episódios)
- Ana Carolina Madrigrano como Carla (2 episódios)
- Thais Harumi como Isabel (2 episódios)
- Luciana Paes como Cássia (1 episódio)
- Katia Naiane como Ara (1 episódio)
- Larissa Noel como Fabiana Toledo (1 episódio)
- Fabiano Savan como Jeremias Toledo (1 episódio)
- June Dantas como Cibele (1 episódio)
- Roberta Calza como Ivana (1 episódio)
- Samuel de Assis como Silas (1 episódio)
- Ricardo Gelli como Leonardo Álvares (jovem) (1 episódios)
- Mayara Constantino como Marcela Álvares (jovem) (1 episódios)
- Breno Santos como Douglas (1 episódios)
- Felipe de Souza como André Santana (criança) (1 episódio)
- Helena Luz como Michele Santana (criança) (1 episódio)
- Pedro Gasparotto como Augusto (1 episódio)
- Guilherme Zanella como Tadeu (1 episódio)
- Thainá Duarte como Tânia (1 episódio)
- Fernanda Stefanski como Conselheira Patricia (1 episódio)

## Produção
Em 28 de agosto de 2019, a série foi renovada para uma quarta e última temporada. As filmagens internas para o Maralto continuaram sendo realizadas no Instituto Inhotim em Brumadinho, Minas Gerais, devido sua arquitetura moderna e futurista. 

## Episódios
| N.º na série | N.º na temp. | Título                   | Dirigido por       | Escrito por                                   | Lançamento           |
| --- | ------------ | ------------------------ | ------------------ | --------------------------------------------- | -------------------- |
| 27 | 1            | "Capítulo 01: Lua"       | Daian Giannecchini | Teodoro Poppovic                              | 14 de agosto de 2020 |
| André convida representantes da Concha para uma missão diplomática e pedir-lhes que libertem Marcela e outros soldados detidos desde os eventos da temporada anterior e que a Concha oficialmente endosse o Processo. O grupo vê uma oportunidade de realizar seu plano de desabilitar as tecnologias do Maralto com um pulso EMP. Marco, Rafael, Elisa, Natalia e Joana formam a missão, que é mantida em segredo da população da Concha, e escondem partes de uma bomba PEM dentro da prótese de Marco para serem montadas assim que entrarem. Uma turbina necessária para a bomba também grande para ser escondido com uma pessoa, será secretamente colocado em uma geladeira médica no interior para que o pessoal do Maralto o leve com eles inadvertidamente. A equipe encontra André e diz que quer mesmo que o Processo seja extinto. As negociações são adiadas para o dia seguinte e a equipe recebe uma vaga para dormir na casa de um dos soldados que estão presos. Joana (que nunca soube seu nome de nascimento) tem visões de uma menina chamada Luana e se pergunta se sua mãe, que ela nunca conheceu, está no Maralto. No dia seguinte, Natália corta deliberadamente a própria mão para ter acesso ao posto médico do Maralto com Elisa para que possam verificar se a turbina chegou. Joana deve manter o pessoal fora da área, mas acaba acessando um computador para procurar a mãe. Ela encontra uma combinação em potencial e uma mulher chamada Verônica, que aparece atrás dela e a leva para encontrar o Conselho. Na Concha, Marcela comenta sobre a missão com Michele, que então confronta Glória, acreditando que ela informou a prisioneira sobre a missão e o plano, o que ela nega. Michele incumbe Xavier de colocar a turbina na geladeira dentro da unidade médica. Glória o acompanha e eles veem o pai de Fernando, Antonio, recebendo um objeto dos soldados. Xavier é pego quando uma garrafa cai por perto e tem que sair antes de cumprir sua missão. Gloria diz que a garrafa foi jogada por algumas crianças, mas Xavier depois diz a Michele que acredita que foi a própria Gloria. |              |                          |                    |                                               |                      |
| 28 | 2            | "Capítulo 02: Choque"    | Daina Giannecchini | Natalia Maeda                                 | 14 de agosto de 2020 |
| O objeto dado a Antonio no episódio anterior é um projetor holográfico; mostra algumas imagens do Maralto, incluindo imagens dos membros da missão diplomática da Concha desfrutando de algumas das comodidades do local. André então anuncia que o Processo foi antecipado para o dia seguinte e convida todos os jovens de 20 anos a atualizarem seus cadastros, inclusive os que o retiraram. Com a unidade médica local cheia de pessoas, Michele precisa elaborar um plano alternativo para enviar a turbina para o Maralto; como Xavier tem 20 anos, ela determina que ele deve entrar no Processo para que ele possa secretamente deixá-la entrar e colocar a turbina em uma geladeira dentro do complexo do Processo. Como a família dele sempre falha no início do Processo, Michelle o treina com memórias de seus próprios treinamentos com o Velho e Ezequiel. Xavier mal consegue seu primeiro teste (a entrevista), sendo forçado a revelar sua missão de ajudar a destruir o Maralto, o que chama a atenção da entrevistadora. Mais tarde, ele conhece Pedro, um garoto nervoso que o provoca por sua história familiar, e os dois se unem para o primeiro teste, que colocará os candidatos em cadeiras elétricas que receberão descargas igualmente fortes por um total de 60 segundos; cada par tem a opção de diminuir a tensão de suas próprias cadeiras, mas o outro par deve então aumentar sua própria tensão para manter o valor total inalterado ou o relógio irá parar. Xavier pega uma voltagem muito forte depois que Pedro sucumbe e garante a eles um lugar na próxima etapa. Enquanto isso, Denise (que entrevistou Xavier) questiona André sobre submeter os candidatos àquela prova tão cedo e ele explica que isso os ajudará a se livrar dos "fracos". No Maralto, o Conselho diz a Joana que André prendeu quem se opõe a ele. Como ele não pode simplesmente criar uma prisão no Maralto, ele desenvolveu um alarme de alta frequência que é acionado sempre que um adversário tenta escapar e dispara diretamente no registro do fugitivo, paralisando-o. Como a Joana e os outros não têm registo, estão imunizados e podem desativar o sistema e permitir a fuga dos reclusos. Joana exige a abolição do Processo como condição e sai quando eles hesitam. Verônica posteriormente faz uma visita à equipe e anuncia que o Conselho concordou em encerrar o Processo. O grupo discute manter o plano original ou aproveitar esta nova oportunidade e a maioria decide por esta última. Na Concha, Glória e Marcela negociam fidelidade e esta última sugere que Glória ainda está em processo e ajudá-la a escapar pode ser um teste. |              |                          |                    |                                               |                      |
| 29 | 3            | "Capítulo 03: Fogo"      | Jotagá Crema       | Carol Rodrigues & Ivan Nakamura               | 14 de agosto de 2020 |
| Gloria exige que Marcela permita que ela leve uma segunda pessoa com ela para o Maralto e diz que se ela não obedecer, o Maralto será destruído. Glória deixa que ela veja o neto Mauricio uma última vez, mas Marcela secretamente instrui Larissa (governanta da família Alvares) a fugir da Concha com ele. Depois que eles saem, Gloria revela o plano de Michele para Marcela e a ajuda a escapar. No caminho para a saída, Marcela anuncia que seu teste final é queimar a Concha. Antes de fazê-lo com relutância, ela revela que o segundo lugar não é para Marco, como deduziu Marcela, mas para seu filho, pois ela está grávida. No Processo, Michele e Xavier se encontraram com sucesso, mas Michele pede que ele não seja eliminado por mais um dia para não levantar suspeitas. Glória a denuncia ao André e ele bloqueia suas saídas antes de anunciar a todos os candidatos que a próxima prova é capturá-la. Um grupo formado por Xavier, Pedro e um terceiro candidato consegue localizá-la e trazê-la para André. Quando Marcela chega com Glória, ele tranca Michele para cuidar dela mais tarde. Antes de voltar para o Maralto, Marcela avisa a Glória que só ela será considerada parte dos 3% e seu filho terá que passar pelo Processo aos 20 anos como todo mundo. No Maralto, Rafael segue o plano original e vai a uma festa para abordar alguém que possa ajudá-lo. Ele acaba sendo abordado por Cássia, que conta a ele sobre sua luta para se adaptar ao Maralto, enquanto ele guarda a lembrança de seu recrutamento para a Causa por Ivana, no seu 20º aniversário. Os dois fazem sexo e Rafael tenta roubar seu anel enquanto ela dorme. Ela o pega, mas o deixa ir de qualquer maneira, dizendo que ele não mudará nada, mas deve "acreditar enquanto ainda pode". O resto da equipe consegue resgatar os membros do Conselho após Rafael fornecer a eles as armas que ele roubou com o anel. Mais tarde, Rafael relutantemente entrega as armas e o anel ao Conselho enquanto Verônica diz a Joana que nunca teve filhos. Nair e Verônica exigem que André volte ao Maralto, mas ele conta o plano da Concha e pressiona para que escolham um lado. |              |                          |                    |                                               |                      |
| 30 | 4            | "Capítulo 04: Submarino" | Jotagá Crema       | Denis Nielsen                                 | 14 de agosto de 2020 |
| Em flashbacks, Silas conta a Natália que uma mulher chamada Tânia fundou a Causa enquanto ela se prepara para se infiltrar no Processo com um colete de bomba para explodir tudo. Em outro flashback, Elisa, Marco, Gloria, Michele, Joana, Xavier, Natalia e Rafael discutem um plano B caso suas verdadeiras intenções sejam descobertas no Maralto. Michele conta a eles sobre o bunker que André mostrou a ela quando ela ainda era cidadã lá, onde eles podem embarcar no submarino do Trio Fundador e retornar ao Continente. De volta ao presente, André permite que Michele veja a Concha pegando fogo e lhe oferece a última chance de ingressar no Maralto, mas ela ainda se recusa e fica presa com o Velho. Verônica e alguns guardas tentam prender Joana, Marco, Rafael, Natália e Elisa, mas Rafael consegue acionar o alarme de alta frequência, atordoando os guardas e permitindo que escapem. Uma vez dentro do bunker secreto do Trio Fundador, eles localizam o submarino, mas ele precisa de combustível. Eles consideram usar as peças da bomba escondidas na perna de Marco para alimentar o submarino, mas Joana sugere que usem essas peças para converter o submarino na bomba PEM, mesmo que isso signifique encalhá-los lá. Eles tentam avisar a Concha que precisam ser resgatados, mas Marcela intercepta a comunicação e dá 10 minutos para que se rendam. Logo depois, eles ficam sabendo da destruição da Concha. Não tendo uma casa para onde voltar, eles decidem retomar seu plano de EMP. Assim que Verônica e os soldados invadem o bunker e os alcançam, eles ativam a bomba, desativando todos os sistemas eletrônicos em toda a costa. |              |                          |                    |                                               |                      |
| 31 | 5            | "Capítulo 05: Pintura"   | Dani Libardi       | Denis Nielsen, Natalia Maeda & Pedro Aguilera | 14 de agosto de 2020 |
| O pulso EMP não apenas desativa todos os sistemas eletrônicos do Maralto, mas também causa um vazamento de radiação na usina nuclear local. Marcela informa a Nair que eles têm no máximo uma ou duas semanas antes que atinja níveis letais. Enquanto isso, Joana, Natália, Elisa, Rafael e Marco são presos, mas Marco e um guarda brigam e rolam morro abaixo, desaparecendo no meio da mata fechada. Mais tarde, ele é visto na casa de sua mãe segurando Leonardo com uma arma, mas o velho o convida para cozinhar algo com ele. Marcela chega em casa para buscar o pai, mas é convidada a acompanhá-los na refeição. Eventualmente, ela diz que eles devem ir embora, mas Leonardo e Marco querem ficar. Depois de vãs tentativas de convencê-los do contrário, Marcela vai embora. Mais tarde, Marco vagueia pela praia, começa a tossir sangue, se deita na areia, ri e morre. A população Maralto, a que se junta o grupo de Joana, é evacuada em três submarinos que ainda funcionavam porque estavam atracados no Complexo do Processo. Nair é vista sentada na sala do Conselho, também tendo escolhido ficar e morrer. Enquanto isso, no composto do Processo, os candidatos fazem uma prova, mas quando termina, não há resposta do pessoal do Processo e se revoltam, exigindo explicações. |              |                          |                    |                                               |                      |
| 32 | 6            | "Capítulo 06: Botões"    | Daina Giannecchini | Carol Rodriguez                               | 14 de agosto de 2020 |
| André bloqueou o complexo e impede que os refugiados do Maralto entrem nas instalações. Marcela tenta intervir, mas os soldados são mais leais a André e obedecem às ordens de prendê-la com Michele e o Velho. Enquanto seus subordinados o pressionam por instruções sobre o que fazer tanto com os refugiados quanto com os candidatos, o último grupo abre caminho para fora da sala de teste e exige explicações. André tem Rafael, Elisa, Natália e Joana sentados em cadeiras elétricas; dá a Xavier, Pedro e dois outros candidatos os botões para eles executarem os quatro; e coloca Michele em uma sala separada de onde ela pode ver a situação sem ser vista nem ouvida. Depois de alguma hesitação, todos os candidatos pressionam seus respectivos botões e são declarados cidadãos Maralto por André. Enquanto Xavier e Pedro tentam remover os corpos, os quatro acordam. É revelado que Gloria, Ariel (amiga de Gloria que recentemente passou no Processo e ajudou a coordenar a edição atual) e Xavier baixaram secretamente a voltagem das cadeiras para que o grupo simplesmente desmaiasse. Todos evacuam o complexo, exceto Michele, que fica para anunciar o fim do Maralto para o Continente através dos registros de todos. O André está no seu caminho e ela relutantemente dá um tiro no ombro para avançar. Depois que ela faz seu anúncio, André vai embora, mas logo surge e a esfaqueia. Quando Michele morre em seus braços, ele tem uma visão do casal fundador dizendo que está orgulhoso dele e depois vai embora. |              |                          |                    |                                               |                      |
| 33 | 7            | "Capítulo 07: Sol"       | Dani Libardi       | Ivan Nakamura, Denis Nielsen & Pedro Aguilera | 14 de agosto de 2020 |
| Em flashbacks, no 28º ano do Processo, um membro do Conselho relata o aumento da atividade da Causa no Continente e propõe que criem a Divisão para se protegerem. O casal fundador propõe, em vez disso, que façam um teste onde os líderes do Maralto e da Causa se enfrentem e provem, de uma vez por todas, quem é o melhor, mas sua proposta é rejeitada por unanimidade. Vitor se revela em estado terminal e quer voltar ao Continente para ver Tânia pela última vez. Em vez disso, Laís vai até lá e tenta pegar a filha, mas Tânia fica descontente com a volta dela. Logo depois, Laís é morta em um tiroteio entre membros da Causa e soldados da Divisão. Os membros da Causa querem investigar um objeto que Laís trouxe com ela, mas Tânia ordena que seja enterrado junto com sua mãe. Vitor morre logo em seguida e o conselheiro propõe que sua imagem, sua vida posterior e seus destinos são mantidos em segredo e o Casal Fundador passa a ser apenas um conceito vagamente definido. Nos dias atuais, a tensão aumenta entre a milícia (o grupo paramilitar outrora comandado por Marco na 2ª temporada) e os 3%, liderados por André e apoiados por Antonio e seus muitos seguidores. Joana e Natália rastreiam o Velho para perguntar sobre Tânia, que ele conheceu quando criança. Ele se lembra de Tânia mencionando um objeto antes de morrer e dá sua localização. A dupla encontra ali o túmulo de Laís e recupera o objeto: um projetor holográfico contendo detalhes sobre o teste proposto por Laís e Vitor. Quando a batalha está para começar, Joana surge e revela a prova a todos. Envolverá seis candidatos; Joana coloca-se como primeira concorrente e junta-se a Xavier, Verônica, Marcela, Rafael e André. A prova é um jogo de adivinhação e Joana e André se tornam os últimos candidatos. Depois de propor que, caso ganhe, todos se reúnam dentro do recinto do Processo para a primeira assembleia geral de um mundo novo e unificado, Joana se dirige para seu palpite final, mas André manda Pedro atirar no projetor antes de determinar se ela estava certa. A tropa de André e a milícia se preparam para uma guerra que pode estourar a qualquer segundo, mas ao amanhecer nenhum conflito acontece e todos se reúnem dentro do complexo do Processo proposto por Joana, exceto um André solitário e frustrado, que embarca em um submarino apesar dos avisos de oxigênio insuficiente. Ele tem uma visão de Michele acariciando-o e morre. Por fim, todos os cidadãos do Continente, incluído os 3% do antigo Maralto se reúnem no Complexo do Processo para decidirem um futuro novo para todos.                        |              |                          |                    |                                               |                      |